# Brief van Barnabas
De Brief van Barnabas is een vroeg-tweede-eeuwse apocrief van het Nieuwe Testament. De brief is in het Grieks opgesteld en wordt gerekend tot de geschriften van de Apostolische Vaders. Het werk is eigenlijk geen brief, maar een theologisch traktaat. Het moet niet verward worden met het Evangelie van Barnabas.
Het oudste en beste handschrift dat van de tekst is overgebleven, maakt deel uit van de Codex Sinaiticus (ca. 350).

## Datering
De brief maakt melding van plannen om de Joodse tempel te herbouwen. Deze was in 70 verwoest en na 136 was herbouw ondenkbaar (in dit jaar verboden de Romeinen in reactie op de Bar Kochba-opstand alle joodse religieuze gebruiken). De brief zal dus tussen 70 en 136 geschreven zijn.

## Auteur en herkomst
De brief noemt geen auteur. Clemens van Alexandrië schreef de brief in ca. 200 aan Barnabas toe. Gelet op de datering van de brief was Barnabas hoogstwaarschijnlijk reeds overleden toen de brief werd beschreven. Deze wordt daarom als een pseudepigraaf beschouwd.
De brief geeft geen informatie over de herkomst. Omdat Clemens ernaar verwees en er commentaar op gaf, wordt vaak gedacht aan Alexandrië als de plaats waar de brief ontstond.

## Gezag
Justinus de Martelaar, Ireneüs van Lyon en Tertullianus hebben soms een overeenkomstige gedachtegang als deze brief, maar dat kan ook betekenen dat ze deze gedachten aan dezelfde bron ontlenen. 
Clemens van Alexandrië citeerde eruit, Eusebius van Caesarea en Hiëronymus van Stridon kenden het, maar vonden niet dat het onderdeel uitmaakte van het Nieuwe Testament.
De brief stond in ieder geval rond 325 al zo hoog in aanzien, dat ze in de Codex Sinaiticus werd opgenomen. Tot de ontdekking van de Codex Sinaiticus was men aangewezen op acht Griekse handschriften die teruggingen op één origineel en die begonnen bij hoofdstuk 5, vers 7. Voor het ontbrekende gedeelte was men aangewezen op een Latijns handschrift.

## Thema en inhoud
De brief van Barnabas gaat over de betekenis van de Hebreeuwse Bijbel binnen het christendom. Dit was een belangrijk onderwerp in het vroege christendom. Volgens de brief was de inhoud een profetie over Jezus en moesten de teksten eventueel op allegorische, overdrachtelijke wijze worden uitgelegd.
- Samenvatting
  1. Begroeting
  2. God heeft door de profeten gezegd dat hij geen slachtoffers of brandoffers wil.
  3. God wil geen vasten; het gaat om de binnenkant.
  4. Let op! We leven in de eindtijd.
  5. De profeten spraken over Christus,
  6. Alles is klaar, we mogen toetreden tot een blije viering van het verbond,
  7. De tabernakeldienst was een voorafschaduwing van wat met Christus zou gebeuren.
  8. Nog een voorbeeld
  9. Niet je lichaam, maar je zondige hart laten besnijden.
  10. Geestelijke betekenis van reine en onreine dieren.
  11. God voorspelde het water van de doop.
  12. God voorzegde de kruisiging.
  13. Wij hebben deel aan het verbond
  14. Israël is het verbond kwijt.
  15. De zondag in plaats van de sjabbat.
  16. Geen tempel kan God omvatten, zo groot is God. Mensen zijn Gods tempel.
  17. Eerste slot
  18. Er zijn twee wegen; de weg van de duisternis en de weg van het licht.
  19. De weg van het licht
  20. De weg van de zwarte.
  21. Oproep tot gehoorzaamheid
  22. SLOT